# Lieve Moenssens
Lieve Moenssens (Antwerpen, 9 juni 1939 - aldaar, 28 december 1968), geboren als Godelieve Maria Jozefa Clementina Moenssens,  was een Vlaamse dichteres en schrijfster.

## Biografie
Godelieve, dochter van Albert Moenssens en Maria Van Alstein, werd geboren te Antwerpen. Ze bracht haar jeugd door in Burcht  waar ze les volgde aan de lagere meisjesschool Sint-Wivina. Ze studeerde verder aan het Mère Jeanne-Instituut te Antwerpen. Na haar studies ging Moenssens aan het werk als kantoorbediende. Reeds op jonge leeftijd begon ze met het schrijven van gedichten.

## Spierziekte
Als jongvolwassene kreeg ze te maken met onverklaarbare gezondheidsproblemen zoals extreme vermoeidheid en spraakstoornissen. Eveneens vertoonde ze verlammingsverschijnselen. Ze trad in het huwelijk op 4 juni 1960. Na de geboorte van haar zoon, in maart 1961, ging haar gezondheid snel achteruit. Kort daarop werd ze met spoed opgenomen in het ziekenhuis met zware ademhalingsproblemen. Er werd een ernstige vorm van Myasthenia Gravis vastgesteld waardoor ze totaal verlamd raakte. Godelieve verbleef de rest van haar leven in het ziekenhuis in een ijzeren long.

## Gedichten en sprookjes
Moenssens kon enkel nog met de ogen knipperen. Dit werd haar enige communicatiemiddel. Anderen zegden het alfabet letter per letter op en zij knipperde met haar ogen bij de juiste letter. Zo dicteerde ze woorden en zinnen en had ze contact met de buitenwereld. Op dezelfde manier maakte ze gedichten en teksten. Voor haar zoontje schreef ze de sprookjesbundel "Sprookjes". 
De tekst voor haar bidprentje liet ze noteren in augustus 1967.

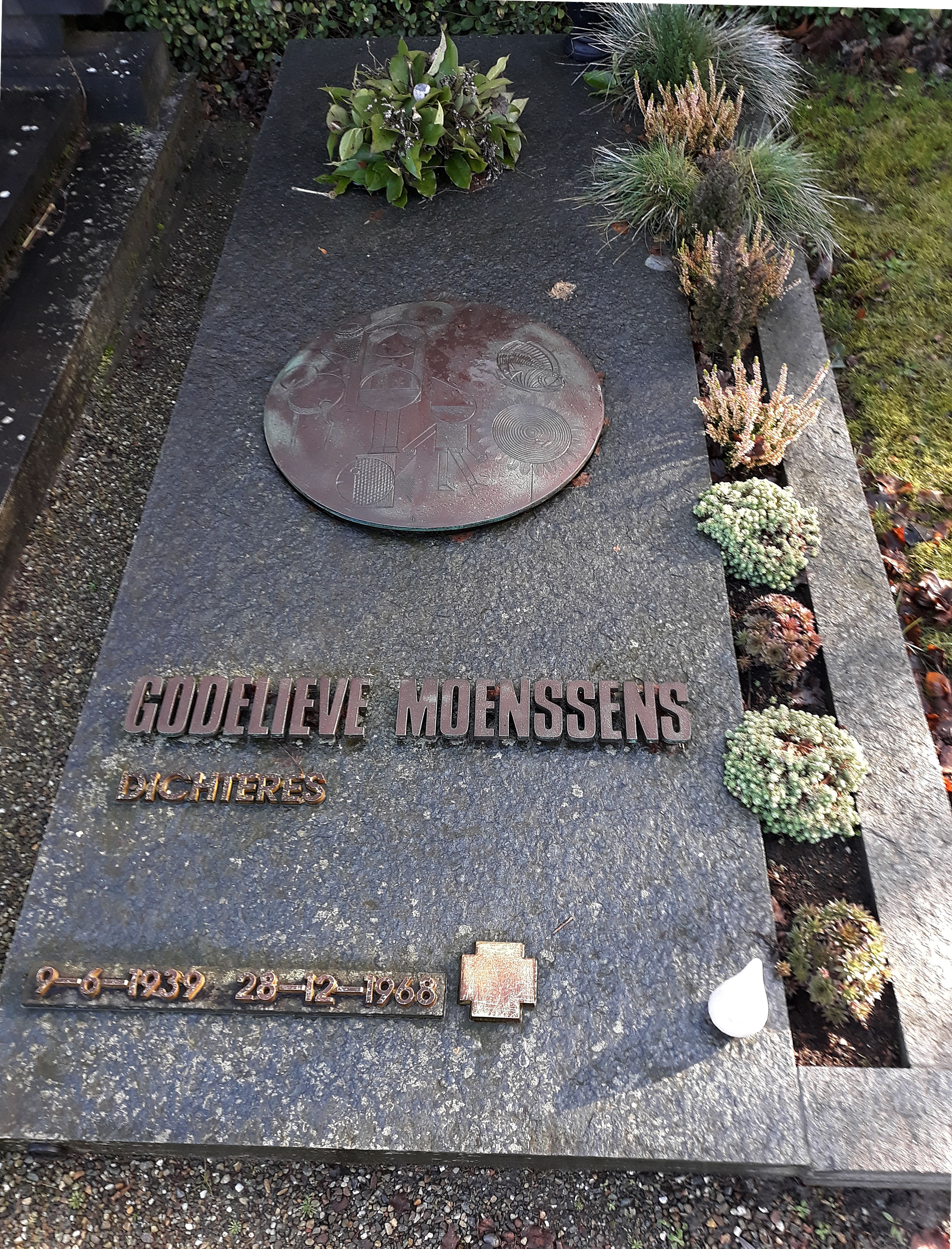
De grafzerk van Lieve Moenssens te Burcht

Laat toch mijn dood niet zwart omkransen

maar wit als het lied van de vreugde zelf.

Wit van vogels, van bloemen die ik minde,

het wit waarin geluk zich weeft.

Hier past geen zwart

ik was gelukkig

ik heb met heel mijn hart geleefd.

Dan is het goed te mogen rusten

in de aarde die je mint.

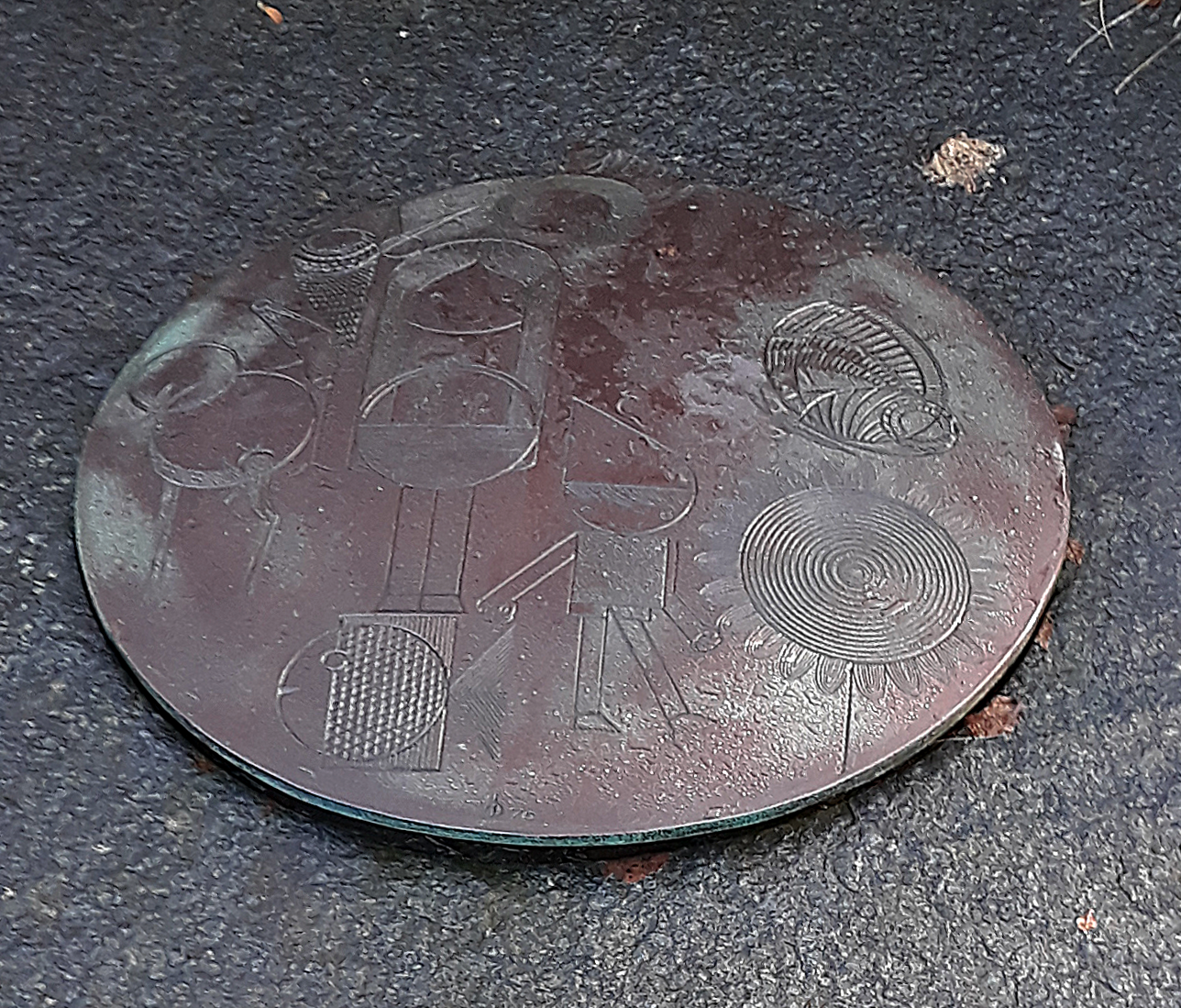
De bronzen plaat op de grafzerk van Lieve Moenssens te Burcht

Op 28 december 1968 overleed Godelieve Moenssens te Antwerpen. Ze werd begraven op de begraafplaats van Burcht. Op haar grafsteen ligt een bronzen plaat door kunstenaar Dominiek Baston versierd met tekeningen uit haar sprookjesboek. De inhuldiging van het grafmonument door toenmalig burgemeester Paul Van Goethem vond plaats op 24 mei 1970. In Vlaanderen zijn een aantal straten naar haar genoemd.

## Huize Lieve Moenssens
Op 26 april 1975 stichtte men de vzw Huize Lieve Moenssens met als doelstelling opvang te voorzien voor andersvalide volwassenen. De fondsenwerving nam zes jaar in beslag. In april 1981 vond de eerstesteenlegging van het tehuis plaats in Dilsen. Het centrum was gebruiksklaar in 1986. Een officiële aanvraag om de gebouwen om te vormen tot een woonzorgcentrum voor bejaarden werd ingediend in 1997. Ook de straat langs het tehuis kreeg haar naam.